# Tsubaki Miki
Tsubaki Miki (三木つばき?, Miki Tsubaki; Hakuba, 1º giugno 2003) è una snowboarder giapponese, specializzata in slalom gigante parallelo e slalom parallelo.

## Biografia
Originaria di Hakuba e attiva a livello internazionale dal dicembre 2018, Tsubaki Miki ha debuttato in Coppa del Mondo l'8 gennaio 2019, giungendo 37ª nello slalom parallelo di Bad Gastein. Il 12 dicembre 2021 ha ottenuto, nella stessa specialità, a Bannoye, il suo primo podio nel massimo circuito, classificandosi al 2º posto nella gara vinta dalla svizzera Julie Zogg. Il 12 marzo 2022 ha ottenuto, a Piancavallo, la sua prima vittoria nel massimo circuito, imponendosi nello slalom parallelo ex aequo con la stessa Zogg. Ai Mondiali di Bakuriani 2023 ha ottenuto la sua prima medaglia iridata, vincendo il titolo nello slalom gigante parallelo.
Nella stagione 2024-2025 ha vinto la Coppa del Mondo di parallelo, quella di slalom parallelo e quella di slalom gigante parallelo. Ai Mondiali di Engadina 2025 si è laureata campionessa del mondo nello slalom parallelo e ha conquistato la medaglia d'argento nello slalom gigante parallelo.

## Palmarès

### Mondiali
- 3 medaglie:
  - 2 ori (slalom gigante parallelo a Bakuriani 2023; slalom parallelo a Engadina 2025)
  - 1 argento (slalom gigante parallelo a Engadina 2025)

### Mondiali juniores
- 10 medaglie:
  - 4 ori (slalom gigante parallelo, slalom parallelo, parallelo a squadre a Chiesa in Valmalenco 2022; slalom gigante parallelo a Bansko 2023)
  - 6 argenti (slalom parallelo a Rogla 2019; slalom parallelo, slalom gigante parallelo, parallelo a squadre a Lachtal 2020; slalom gigante parallelo, parallelo a squadre a Krasnojarsk 2021)

### Coppa del Mondo
- Vincitrice della Coppa del Mondo di parallelo nel 2025
- Vincitrice della Coppa del Mondo di slalom parallelo nel 2025
- Vincitrice della Coppa del Mondo di slalom gigante parallelo nel 2025
- 23 podi:
  - 7 vittorie
  - 7 secondi posti
  - 9 terzi posti

#### Coppa del Mondo - vittorie
| Data             | Luogo         | Paese    | Disciplina |
| ---------------- | ------------- | -------- | ---------- |
| 12 marzo 2022    | Piancavallo   | Italia   | PSL        |
| 25 gennaio 2024  | Rogla         | Slovenia | PGS        |
| 25 febbraio 2024 | Krynica-Zdrój | Polonia  | PGS        |
| 8 dicembre 2024  | Yanqing       | Cina     | PSL        |
| 21 dicembre 2024 | Davos         | Svizzera | PSL        |
| 25 gennaio 2025  | Rogla         | Slovenia | PGS        |
| 2 marzo 2025     | Krynica-Zdrój | Polonia  | PGS        |

Legenda:

PGS = Slalom gigante parallelo

PSL = Slalom parallelo